# Rairiz de Veiga
Rairiz de Veiga è un comune spagnolo di 1 799 abitanti situato nella comunità autonoma della Galizia.